# Elisabeth Valencia Mimbrero
Elisabeth Valencia Mimbrero (Sant Feliu de Llobregat, 1980) és una política catalana, diputada al Parlament de Catalunya en l'onzena i dotzena legislatures.

## Biografia
Té estudis en Relacions Laborals per la Universitat de Barcelona. Ha treballat a diverses empreses privades i actualment gestiona el departament de vendes de Tecnotramit. Militant de Ciutadans - Partit de la Ciutadania, va ser escollida regidora a l'ajuntament de Sant Feliu de Llobregat a les eleccions municipals espanyoles de 2015. Després fou escollida diputada a les eleccions al Parlament de Catalunya de 2015 i a les de 2017.